# 雨宮塔子
雨宮 塔子（あめみや とうこ、1970年12月28日 - ）は、日本のフリーアナウンサー、エッセイスト。プントリネア所属。TBSアナウンサー28期生。

## 人物・来歴
東京都杉並区荻窪出身。父は元『文學界』編集長の雨宮秀樹。成城学園高等学校時代の同級生には、なべやかんと鶴田真由がおり、鶴田とは大学も同級で親友の関係にある。
高校時代はラグビー部のマネージャー、大学時代はスキー部の選手だった（「ウチくる!?」出演時より）。
1993年に成城大学文芸学部を卒業し、同年4月TBSにアナウンサー28期生として入社（同期には初田啓介・宮澤祐介）。またTBSの面接にて、ピンクレディーのUFOを振り付け込みで披露した。

### TBSアナウンサー時代
『どうぶつ奇想天外!』『チューボーですよ!』などのバラエティ番組を中心に担当した。また、早朝情報番組の司会やお昼の生番組でアシスタントをこなし、ラジオではレギュラー番組を複数担当した。当時のアナウンス室内では、3年先輩の渡辺真理、1年後輩の進藤晶子と公私共に親しい仲だった。
1995年の阪神・淡路大震災発生時には、担当していた朝の情報番組『ザ・フレッシュ!』で、大阪の毎日放送に出向き原稿を読むなど、報道関連の活動もあった。

### TBS退社後
1999年に同社を退社。学生時代のもう一つの夢であった絵画の勉強をするためフランス・パリに遊学し、西洋美術史とフランス語を学ぶ。2002年6月に、パリで「パティスリー・サダハルアオキ・パリ」のオーナーシェフを務める青木定治と出会い、同年12月に結婚。翌年には長女、2005年には長男を出産しパリに在住。2003年には同都市で開催された世界陸上中継の現地キャスターを務め、現在は主に紀行・ドキュメンタリー番組を中心に出演。かつて出演していた『チューボーですよ!』にはときおりゲスト出演することがある（2003年11月22日（仔羊の黒オリーブソース）、2007年12月8日（エクレア）、2009年3月28日（天津丼）、2011年11月19日（チキンのマスタードソース）、2013年4月6日（ボンゴレロッソ）など）。
その他、パリでの生活をエッセイにまとめた本を執筆するなど、キャスター以外にも活動の場を広げている。2014年9月、青木との間で離婚に向けた話し合いが進められていることが明らかになった。報道によると、2013年夏頃から離婚協議に入り、それから間もなくして夫のほうが家を出る格好で別居生活が始まった。協議自体は基本的に合意に達しており、双方で各々代理人を立ててフランスに於い手続きが進められていた模様。
今後もフランスのパリを生活拠点と定め、仕事が入った時に帰国するという形態を続ける、としていた。また、青木との2人の子供に係る親権については、フランスの法律に則り離婚後も青木と共同で持つこととなっている。2015年3月、離婚が成立。
2016年7月下旬より、『NEWS23』（TBS）のメインキャスターを務める。TBS退社以来、同局でのレギュラー番組は17年ぶり。キャスター復帰に当たって、フランスにいる前夫に子どもたちを託す決断をした。
2019年5月31日を以って『NEWS23』を降板し、再度フランスに戻ることとなった。

## 過去の出演番組

### TBS時代
- どうぶつ奇想天外!（1993年10月（スタート時） - 1999年3月、TBSテレビ）[5][6]
- あなたにオンタイム（1993年10月 - 1994年9月、TBSテレビ）週末担当[6]
- チューボーですよ!（1994年4月9日 - 1999年3月20日、TBSテレビ）初代アシスタント[5][6]
- 上岡龍太郎のサタデー・ぴぷ!（1994年、TBSラジオ）[5][6]
- オールスター感謝祭（1994年秋 - 1996年春、1997年春 - 1998年秋、TBSテレビ）リポーター
- ザ・フレッシュ!（1994年10月 - 1995年6月、TBSテレビ）[5][6]
- 筋肉番付（1995年、TBSテレビ）[6]
- 土曜ワイドラジオTOKYO 永六輔その新世界（1996年4月 - 1999年2月、TBSラジオ）[5][6]
- スポーツ十番勝負（1996年、TBSテレビ）[6]
- 炸裂!スポーツパワー（1997年、TBSテレビ）[6]
- キレイニナロウ!（1997年、TBSラジオ）[6]
- おしえてアミーゴ!!（1997年10月 - 1998年3月、TBSテレビ）[6]
- 辺見えみり・雨宮塔子 えっ そ〜なんだ!?（TBSラジオほか）
- 金曜ドラマ・あきまへんで!（1998年、TBSテレビ）雨宮教授 役

### TBS退社後
- 超歴史スペクタクル!古代エジプト夢と冒険 ピラミッドとは何か!?（TBS）
  - 超歴史スペクタクルII古代ローマ夢と挑戦!蘇る世界初の大帝国!（TBS）
  - 超歴史スペクタクルIII地球の夢!生命の夢!!ダーウィンの大冒険（TBS）
- 世界の憧れ!幸せを約束する美・食・旅（MBS/TBS）
- ウィ、シェフ!料理の挑戦者たち（BS-i）
- 世界最高の料理の巨人 アラン・デュカス&エルブジ究極の美食スペシャル（TBS）
- 世界陸上2003パリ大会現地メインキャスター（TBS）
- 超歴史ミステリー特別企画“1秒の世界”（TBS）
- 第一生命105周年モーツァルト生誕250年目の真実（日本テレビ）
- TBS開局55周年古代エジプト大冒険!!黄金・ミイラ・大発掘　究極の48（秘）ミステリー全解明スペシャル（TBS）
- 大和証券グループスペシャル 世界一やさしいオペラ入門 ドレスデンオペラで女を磨く!（日本テレビ）
- 日本ハムプレゼンツ「世界を変えた料理人」（日本テレビ系。2007年9月30日（日） 15:00-16:25）
- 地球街道（テレビ東京。2009年1月17日、24日）元フジテレビアナで同じくフランス在住の中村江里子と共にフランス・コート・ダジュールを旅する。
- 題名のない音楽会（テレビ朝日。2009年2月22日、3月1日） パリ音楽院オーケストラの演奏会の模様をリポートする。
- 世界大探検ミステリー 地下の絶景をめぐる旅（BS-TBS、2013年11月3日）
- テレビ未来遺産 緊急!池上彰と考える"巨大噴火"日本人へ 古代ローマからの警告（TBS、2014年5月14日）
- 奇跡の星 地球からの贈りもの〜わたしたちに今できること〜（2015年1月31日、毎日放送制作、TBS系列） - ナビゲーター[12]
- 報道の日2015〜ニッポン・ゼロからの70年（TBS、2015年12月30日） - 司会
- 石坂浩二と雨宮塔子のヴェネツィア美術紀行（2016年8月27日、BS-TBS） - ナビゲーター
- NEWS23（2016年7月25日 - 2019年5月31日、TBS） - メインキャスター[9][13]
- ヨーロッパ街角中継 4Kで旅する パリ きらめく花の都へ（2023年6月17日、NHK BSプレミアム・NHK BS4K）
- 踊る!さんま御殿!!（2023年9月5日[14]、日本テレビ）
- ラグビーワールドカップ2023 情熱ラグビー（2023年9月6日・9月19日・9月29日[15]、NHK総合・NHK BS1）

## 著書
- あっけらかんで行こう!!（1996年5月、学習研究社）ISBN 978-4054007239
- 金曜日のパリ（2003年11月26日、小学館）ISBN 978-4093426411
- それからのパリ（2006年6月、祥伝社）ISBN 978-4396410971
- 金曜日のパリ(小学館文庫)（2007年2月、小学館）ISBN 978-4094081541
- 小さなパリジェンヌ（2007年6月21日、小学館）ISBN 978-4093426428
- パリごはん（2009年7月、幻冬舎）ISBN 978-4344017054
- それからのパリ(祥伝社黄金文庫)（2009年8月30日、祥伝社）ISBN 978-4396314910
- パリごはんduex（2010年6月、幻冬舎）ISBN 978-4344018457
- パリ アート散歩　愛の絵画　魅惑の絵画（2010年7月20日、朝日新聞出版）ISBN 978-4022507488
- 雨上がりのパリ（2011年11月2日、小学館）ISBN 978-4093423892
- パリ、この愛しい人たち（2014年7月23日、講談社）ISBN 978-4062190619
- パリに住むこと、生きること（2016年11月25日、文藝春秋）ISBN 978-4163905655

## 執筆
- 「NHKフランス語会話」テキスト（NHK出版）連載
- 「Domani "雨宮塔子の酸いも甘いもパリ風味"」（小学館）連載中
- 「パリごはん〜雨宮塔子の食事日記」（幻冬舎Web Magazine）連載中
- 「Marisol "雨宮塔子 この絵に惹かれる12の理由"」（集英社）連載中